# Warmsen
Warmsen är en kommun och ort i Landkreis Nienburg/Weser i förbundslandet Niedersachsen i Tyskland.
Kommunen ingår i kommunalförbundet Samtgemeinde Uchte tillsammans med ytterligare tre kommuner.